# Difesa da panico gay
La difesa da panico gay (in inglese: gay panic defense, che sarebbe meglio tradotto come difesa da panico anti-gay) è una strategia legale difensiva, tipicamente anglosassone, piuttosto rara, utilizzata in casi di accuse per aggressione od omicidio nei confronti di persone omosessuali o scambiate per tali nel compimento del reato.
In Gran Bretagna è conosciuta anche come guardsman's defence.
È utilizzata principalmente negli Stati Uniti ed in Gran Bretagna, ma anche in altri Paesi della Common law.

## Applicazione
Gli avvocati utilizzano la difesa da panico gay per dimostrare che l'accusato ha agito in uno stato di infermità mentale temporanea, causata da una non comprovata condizione psichiatrica chiamata panico omosessuale. Questo tipo di difesa si è finora dimostrato sempre infruttuoso per l'ottenimento di una completa assoluzione dell'imputato, ma è spesso fruttuoso per la riduzione della colpa e la mitigazione del verdetto.
Secondo le tesi della difesa da panico gay, le proposte romantiche o sessuali di natura omosessuale possono risultare così offensive e spaventose per certuni individui da indurli in uno stato psicotico temporaneo che può sfociare in una violenza inusuale.
Questo tipo di difesa è considerata oltraggiosa dalla comunità LGBT, che la considera come una strategia che mira a "colpevolizzare la vittima". In effetti, nessuna strategia difensiva similare è mai stata tentata relativamente a proposte romantiche o sessuali eterosessuali.
La difesa da panico gay è utilizzata principalmente negli Stati Uniti, in particolar modo nelle aree dove l'intolleranza sociale (omofobia e la disapprovazione) nei confronti dell'omosessualità è assai diffusa. Occasionalmente, è stata utilizzata anche in casi di violenza contro transgender, transessuali e lesbiche.
Anche se non usata diffusamente, la difesa da panico gay è sempre meno applicata. I giudici spesso permettono questa strategia difensiva solo nel caso in cui siano convinti dell'onestà dell'imputato nel credere imminente un'aggressione sessuale da parte della vittima. Le indicazioni date ai legali dal Crown Prosecution Service d'Inghilterra e Galles affermano:
È da notare la somiglianza con l'uso nei tribunali, fino a qualche decennio fa, di considerare le vittime di stupro partecipanti alla colpa. Fino a poco prima del '68, infatti, quando una donna veniva violentata, era diffusa l'idea che essa avesse probabilmente "provocato" il suo aggressore con comportamenti troppo procaci.

## Alcuni casi
Uno dei primi e più importanti casi in cui la strategia difensiva fu utilizzata è stato il processo a Jonathan Schmitz, che uccise l'amico Scott Amedure dopo aver scoperto, durante la registrazione del The Jenny Jones Show del 1995, che Amedure era sessualmente attratto da lui.
Schmitz confessò di aver commesso il crimine, ma affermò che le proposte omosessuali di Amedure l'avevano umiliato e irritato. Schmitz venne condannato per omicidio di secondo grado a un periodo di detenzione compreso tra i 25 e i 50 anni.
Nel 1999 gli accusati di omicidio dello studente universitario Matthew Shepard affermarono alla corte che le proposte omosessuali di Shepard li avevano "incolleriti" fino al punto di spingerli a torturarlo, rapinarlo e ucciderlo. Il giudice Barton Voigt ricusò questa strategia affermandone l'inapplicabilità nello stato del Wyoming. Dopo la loro incarcerazione, gli assassini di Shepard ritrattarono la loro storia durante un’intervista, dicendo che l'omicidio era stato un tentativo di rapina effettuato sotto l'influsso di droghe.
Una variante transgender della difesa da panico gay è stata utilizzata nel 2004-2005 dai tre imputati per l'omicidio di Gwen Araujo, che affermarono la loro "collera" alla scoperta che ad Araujo, una ragazza transgender, fosse stato assegnato alla nascita il sesso maschile. Il primo processo si concluse in uno stallo della giuria; nel secondo gli imputati Mike Magidson e Jose Merél vennero accusati di omicidio di secondo grado, ma la giuria si bloccò nuovamente sul caso del terzo imputato, Jason Cazares, successivamente condannato a sei anni di carcere per omicidio volontario.